# Nathalie Kelley
Nathalie Kelley (Lima, 5 de outubro de 1985) é uma atriz australiana, nascida no Peru. Ela ficou mais conhecida por interpretar Neela no filme The Fast and the Furious: Tokyo Drift (2006). Também teve destaque em séries de televisão como The Vampire Diaries (2016–2017) e Dynasty (2017–2018), ambas da emissora The CW nos Estados Unidos.

## Biografia
Nascida na cidade de Lima no Peru, é filha de pai argentino e mãe peruana. Mudou-se para a cidade de Sydney, na Austrália, com apenas dois anos de idade em 1987.
Em 1998, as 13 anos de idade, ela já sonhava em ser atriz profissional. Em 2001, aos 16 anos, era dançarina de salsa, com o que ganhou dinheiro para terminar os estudos. Em 2010, atuou no clipe da música "Just The Way You Are", do cantor Bruno Mars. Frequentou o ensino secundário na famosa North Sydney Girls' High School, na Austrália.

## Carreira
O papel mais importante da carreira de Nathalie Kelley foi como Neela no filme The Fast and the Furious: Tokyo Drift, atuando como par do personagem principal do filme, Sean Boswell, interpretado por Lucas Black.
Em 2016 conseguiu o papel para interpretar uma vilã chamada Sybil na 8° temporada da série The Vampire Diaries. Sua personagem, um ser mitológico, faz uma mudança significativa na série pois Sybil é uma sereia.
Entre 2016 e 2017, interpretou a sereia do mal Sybil, na famosa série de televisão The Vampire Diaries da The CW; a antagonista principal em dez episódios durante a oitava temporada;
Depois, no final 2017 e 2018, Nathalie Kelley interpretou a hispânica Cristal Flores em Dynasty da The CW uma série de televisão estadunidense baseada na soap opera homônima, exibida entre 1981 e 1989 pelo canal ABC dos Estados Unidos. O primeiro episódio da série foi ao ar em 11 de outubro de 2017. No dia 8 de novembro de 2017, a série a teve a sua primeira temporada completa encomendada que contou com 22 episódios. Em 11 de maio de 2018 foi exibido o último episódio da temporada, e o último de Nathalie. No dia 21 de junho em entrevista ao canal de televisão E! Entertainment Television, Nathalie afirma que não leu nada e que não voltaria para a série, agradecendo o elenco no dia seguinte via a sua página oficial no instagram. Na segunda temporada, a sua história foi diferente. Logo após sua saída, colocaram a atriz Ana Brenda Contreras no elenco como a "verdadeira Cristal", a mulher que deu a identidade para Célia Machado.

## Filmografia

### Filmes
| Ano  | Título                                          | Papel        | Notas          |
| ---- | ----------------------------------------------- | ------------ | -------------- |
| 2006 | The Fast and the Furious: Tokyo Drift           | Neela        |                |
| 2008 | Loaded                                          | April        |                |
| 2011 | Take Me Home Tonight                            | Beth         |                |
| 2011 | Urban Explorer                                  | Lucia        |                |
| 2012 | The Man Who Shook the Hand of Vicente Fernandez | Pretty Annie |                |
| 2014 | Infiltrators                                    | Gin Cross    |                |
| 2014 | With You                                        | Aurelia      | Curta-metragem |
| 2018 | In Like Flynn                                   | Zaca         | [ 1 ]          |

### Televisão
| Ano       | Título               | Papel                  | Notas                                                       |
| --------- | -------------------- | ---------------------- | ----------------------------------------------------------- |
| 2005      | Mermaid              | Nikki                  | Piloto de televisão                                         |
| 2010-2011 | Body of Proof        | Dani Alvarez           | 2ª temporada;10 episódios                                   |
| 2011      | CSI                  | Monica Gimble/DJ Drang | 11ª temporada Episódio 18 - Hitting for the Cycle           |
| 2015      | Unreal               | Grace                  |                                                             |
| 2015      | Urban Cowboy         | Gaby                   | Piloto da Fox                                               |
| 2016      | Mistresses           | Kristen Sorbonne       | Episódio: "Bridge Over Troubled Water"                      |
| 2016      | Cruel Intentions’’   | Carmen                 | Piloto da NBC                                               |
| 2016-2017 | The Vampire Diaries  | Sybil                  | Antagonista principal da oitava temporada em doze episódios |
| 2017-2018 | Dynasty              | Cristal Carrington     | Protagonista 1ª Temporada                                   |
| 2020      | Baker and The Beauty | Noa Hollander          | Protagonista                                                |

### Vídeo Clipes
| Ano  | Título              | Papel                  |
| ---- | ------------------- | ---------------------- |
| 2010 | Bruno Mars          | "Just the Way You Are" |
| 2012 | Baby Rasta & Gringo | "Luna Llena"           |
| 2018 | Rhye                | "Song For You"         |